# Propsteikirche St. Petrus und Andreas

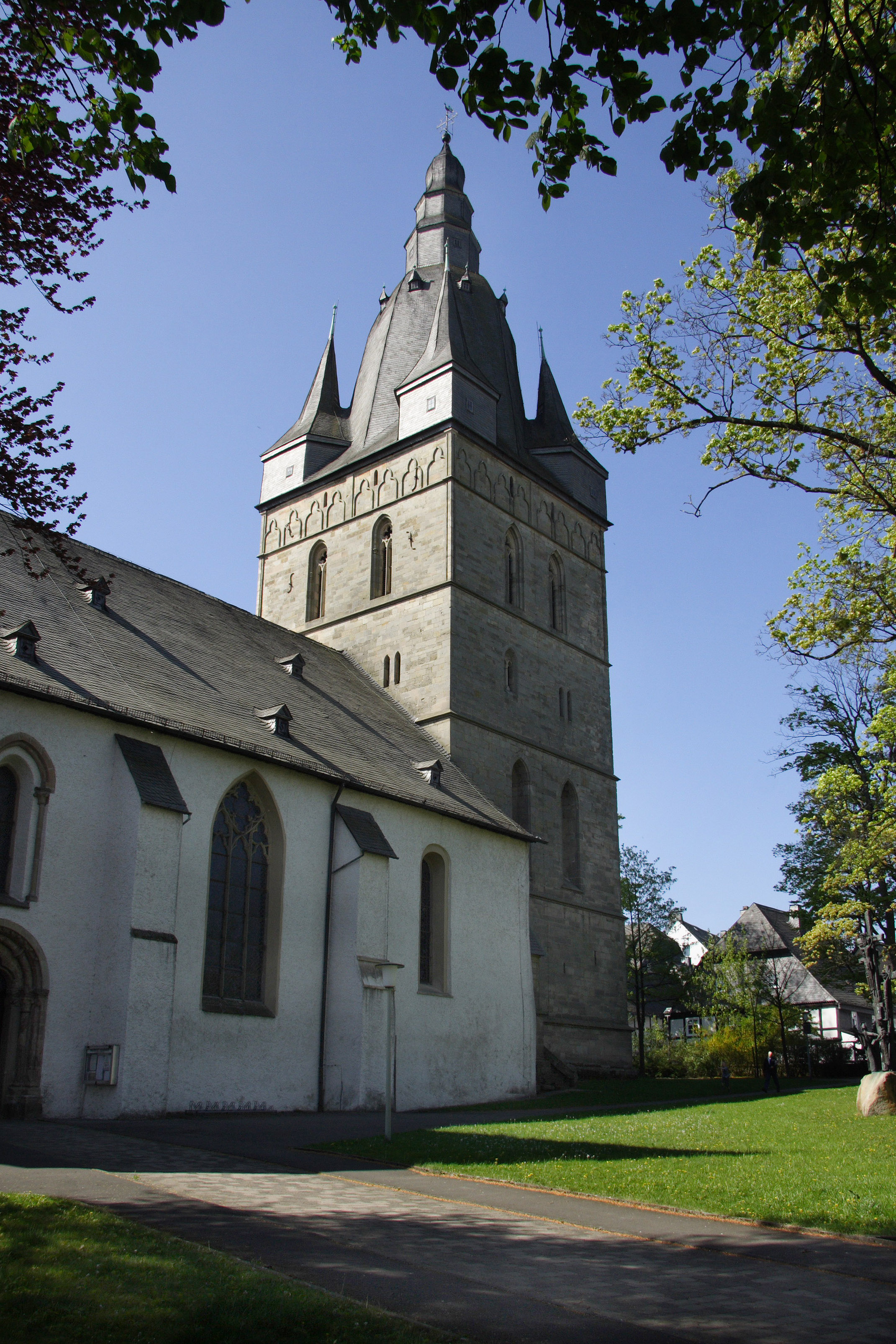
Nordfassade mit Westturm vor der Sanierung

Die Propsteikirche St. Petrus und Andreas ist eine römisch-katholische Kirche im sauerländischen Brilon und gehört zum Erzbistum Paderborn. Die Hauptkirche der 1925 zur Propstei erhobenen Kirchengemeinde in Brilon ist den Aposteln Simon Petrus und Andreas geweiht. Mit dem Bau wurde kurz nach der Stadtgründung Brilons zwischen 1220 und 1250 begonnen. Die frühgotische Hallenkirche mit drei Jochen hat ein Querhaus und einen zweijochigen, gerade geschlossenen Chor, die beide im 14. Jahrhundert entstanden sind. Der mächtige frühgotische Westturm wurde nach Fertigstellung des Kirchenschiffs errichtet. Durch die leicht erhöhte Lage der Kirche ist er von weitem gut sichtbar. Vom Marktplatz aus gesehen, bildet die Kirche mit dem historischen Rathaus davor ein Ensemble, das als Wahrzeichen Brilons gilt.

## Geschichte der Kirche

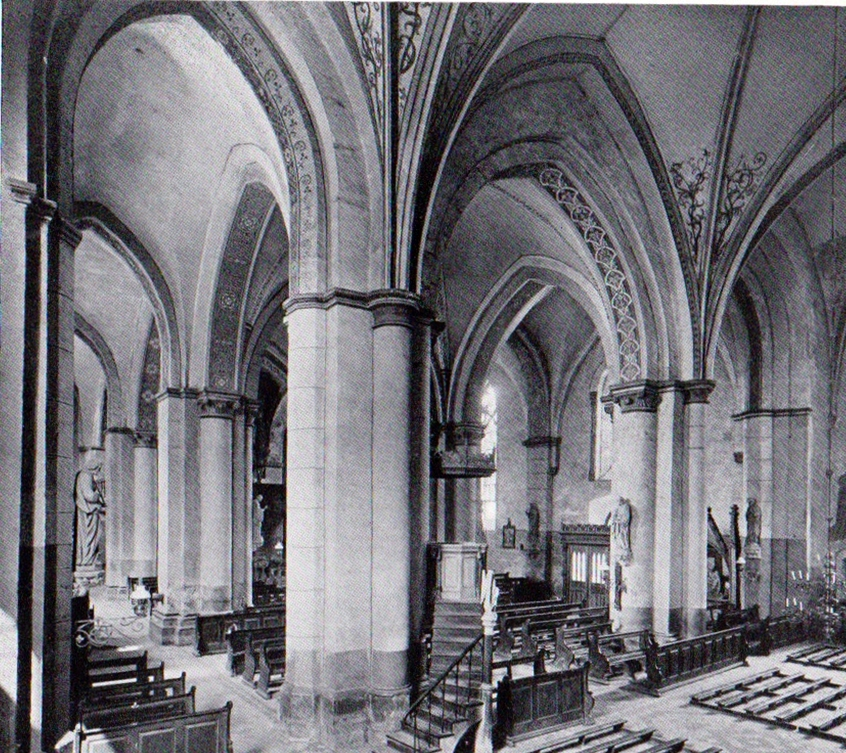
Innensicht von Südosten aus der Zeit um 1900

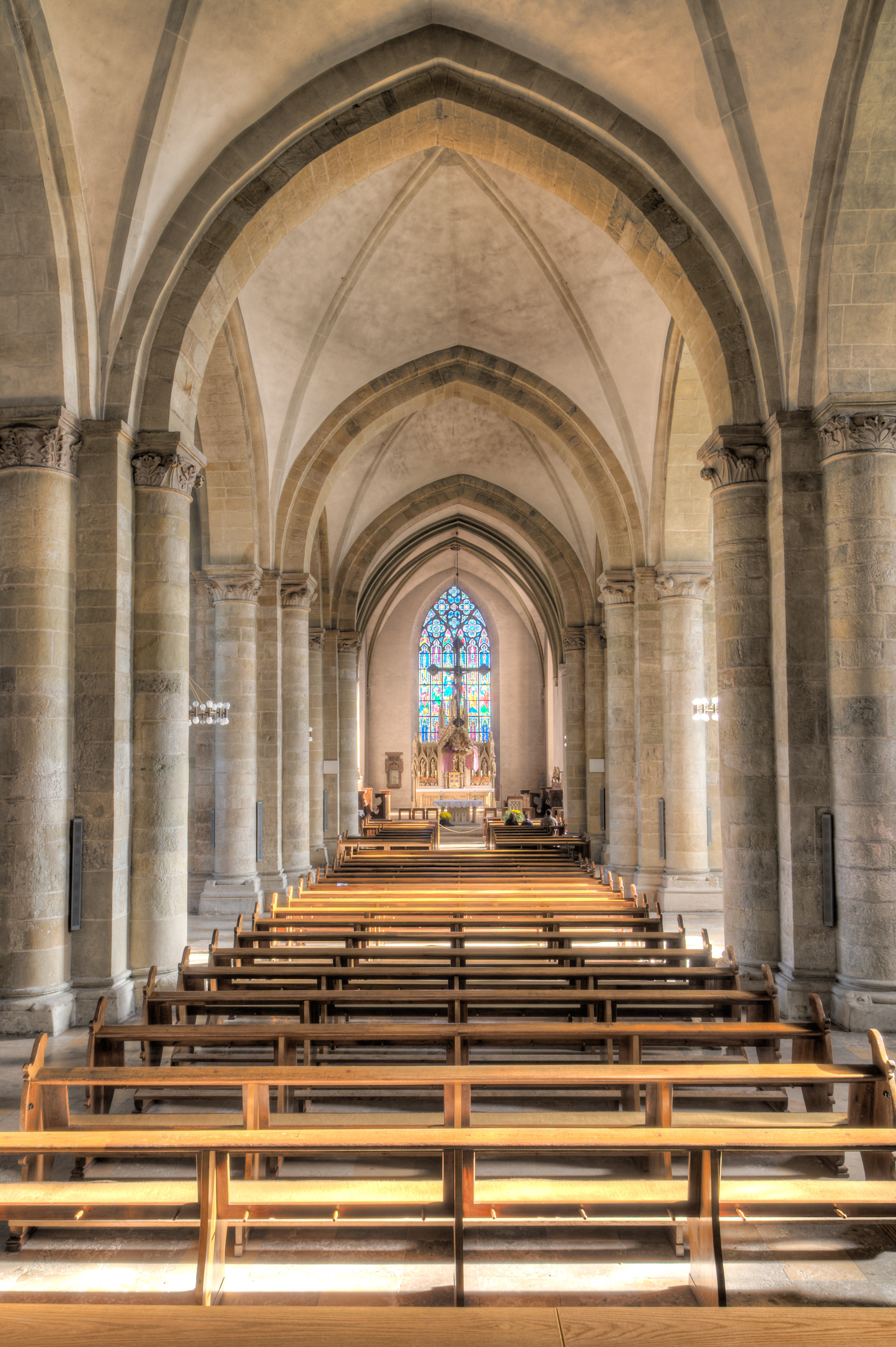
Blick durch das Kirchenschiff

Die Georgskirche war um das Jahr 1000 ein erstes Gotteshaus vor der späteren Briloner Stadtbefestigung im später wüst gefallenen Ort Altenbrilon. Diese Kirche war 973 von der Besitzübertragung Altenbrilons an das Erzbistum Magdeburg ausgenommen; sie gehörte zur Diözese Köln. Kölnische Geistliche kamen nach einem Missionsauftrag Karls des Großen in das Sauerland und schufen dort ein grobmaschiges Netz von Urpfarreien. Diesen folgten die Stammpfarreien, die ihrerseits Filialkirchen gründeten. Die Stammpfarrei Altenbrilon ging auf die Urpfarrei Velmede zurück, von der zuerst der Apostel Andreas und anschließend der Apostel Petrus als Schutzpatrone übernommen wurden. Erzbischof Engelbert übertrug 1220 bei der Gründung der Stadt Brilon die Pfarrrechte der Altenbriloner Kirche auf den neuen Ort.
Etwa gleichzeitig mit der Stadtgründung wurde mit dem Bau der Kirche begonnen. Einzelheiten der Baugeschichte sind nicht belegt; die Kirche wurde in mehreren Epochen aus Chorbereich, Langhaus und Turm zu einem einheitlichen Erscheinungsbild zusammengefügt. Die unterschiedlichen Formen der Portale im Vergleich zu den Fenstern im Querhaus und im Chor machen dies deutlich. Es entstand eine dreischiffige und dreijochige Hallenkirche mit rechteckigem Chor und kleinem Westturm im spätromanischen Stil. Um 1250 begann der Bau des mächtigen Turmes im frühgotischen Stil, der sich mit seinen großen Sandsteinquadern deutlich von den anderen Gebäudeteilen unterscheidet. Die für den 4. Juni 1276 bezeugte Weihe der Kirche und zweier Altäre durch den Kölner Weihbischof und Titularbischof von Curon, Edmund, dürfte eine Neuweihe nach größeren Bauarbeiten gewesen sein. Gegenstand der Weihe war ein älterer Ostschluss und das Hallenlanghaus. In der ersten Hälfte des 14. Jahrhunderts wurde die Kirche im Osten mit einem Querhaus und einem zweijochigen Chor erweitert. Um 1350 dürfte der Bau in seiner heutigen Form und Größe fertiggestellt gewesen sein.
In späteren Jahrhunderten fanden mehrere Renovierungen und Umgestaltungen statt. Im Mittelalter stand zunächst der Bau von Altären und deren Dotation im Vordergrund. Zwei Zeichnungen von 1577, die nur sehr klein sind, dokumentieren das Aussehen der Kirche. Zur Stabilisierung wurde 1655 zwischen Turm und Langhaus ein Bogen mit einem Pfeiler eingebaut und in die nördliche und südliche Ecke je ein starker Stützpfeiler eingesetzt. Gleichzeitig wurden die Stützpfeiler an den Wänden im Außenbereich errichtet.
Eine umfangreiche Renovierung ist für 1682 belegt. Von 1770 bis 1776 wurde ein großer Teil der Innenausstattung erneuert. Nach den Aufzeichnungen des Baukondukteurs Plate von 1833 war „die Einrichtung des Raumes der Pfarrkirche oben auf dem Fußboden des Langschiffes und des Chores im Jahre 1772 in der jetzigen Gestalt und Lage hergestellt … Die hölzerne Bestuhlung des Chores geschah 1808 auf Betreiben der darmstädtischen Regierung. In dieser Zeit wurden auch die Altäre der Kirche teils versetzt, teils neu hergestellt.“ Die Kirche war zu der Zeit mit dem „Hochaltar in hon. S. Petri et Andree“, dem Altar „S. Jacobi, Felicis et Audacti“, dem Altar „S. Catharinae“ und dem Altar „S. Matthaei et omnium Sanctorum“ ausgestattet. Das Gebäude wurde von 1875 bis 1880 nach Vorgaben des Diözeanbaumeisters Güldenpfennig umfassend restauriert und neugotisch umgestaltet. Dabei wurden die Fenster im zweiten Joch durch ein dreibahniges Maßwerkfenster ersetzt und es wurde im Außenbereich eine Treppe zu dem neuen Turmeingang angelegt. Die Neugestaltung des Altarbereiches erfolgte nach Entwürfen des Kölner Architekten Langenberg, der auch das neue Chorgestühl entwarf. 1899 erhielten das Nordportal eine neue Tür und der Fußboden einen neuen Belag.

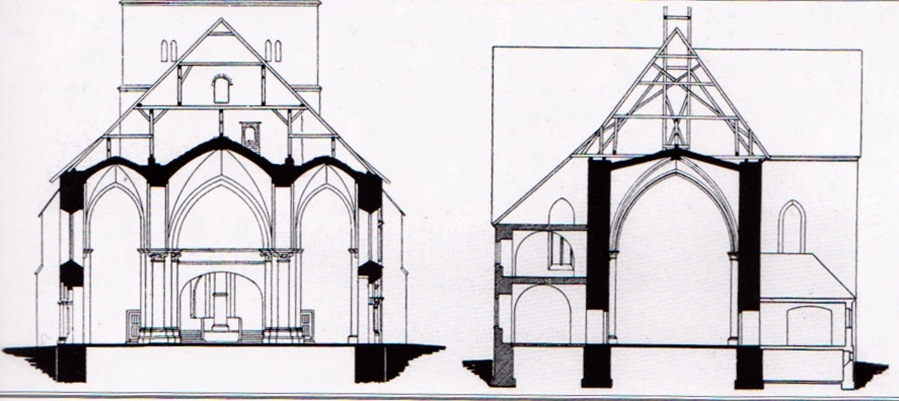
Propsteikirche Brilon, Schnitt durch das Langhaus und rechts durch den Chor und die Sakristei, Ansicht aus der Zeit vor 1933

An die Ostwand des nördlichen Querschiffes wurde von 1910 bis 1911 eine neue Sakristei angebaut, die Verbindung zwischen Turm und Langhaus wurde 1920 umgestaltet. In das Obergeschoss wurden Spitzbogen, in das Untergeschoss Korbbogen aus Rabitz eingezogen.
Die letzte größere Renovierung außen und am Dach fand von 1967 bis 1970 unter der Leitung des Architekten H. Stiegemann statt. Die Sakristei erhielt einen Anbau, die Heizungsanlage wurde erneuert und das 1920 zugemauerte Westportal wieder geöffnet. Der Raum, in dem sich früher die Sakristei befand und der als Abstellraum gedient hatte, wurde als Andachtsraum umgestaltet. Die Kriegergedächtnisstätte im Turm wurde entfernt. Die Empore vor dem oberen Turmgeschoss mit der Orgel wurde ebenso wie die Kanzel und die Heiligenfiguren an den Wänden des Mittelschiffes abgebaut. An den Wänden wurde der dicke Verputz entfernt; dabei wurden Reste der ursprünglichen Bemalung von 1276 freigelegt. An der südlichen Wandvorlage kam die fragmentarische Zeichnung einer sitzenden Figur zum Vorschein. Bei Grabungen im Bereich der Vierung entdeckte man Reste des ursprünglichen Chores. Nach dem Einbau von Heizungskanälen wurde der Boden mit neuen Platten belegt und die Inneneinrichtung den Vorgaben des zweiten Vatikanischen Konzils angepasst. Der Hochaltar wurde beibehalten, der neue Zeremonienaltar aus schlichten neugotischen Fragmenten gebaut und die Orgel im Südquerhaus eingebaut. Die Marienkapelle wurde renoviert. Auf Anordnung des LWL muss die Raumwirksamkeit des Gebäudes erhalten bleiben. Bei Neu- oder Umbauten sind die Sichtbeziehungen von besonderem Belang und sicherzustellen.

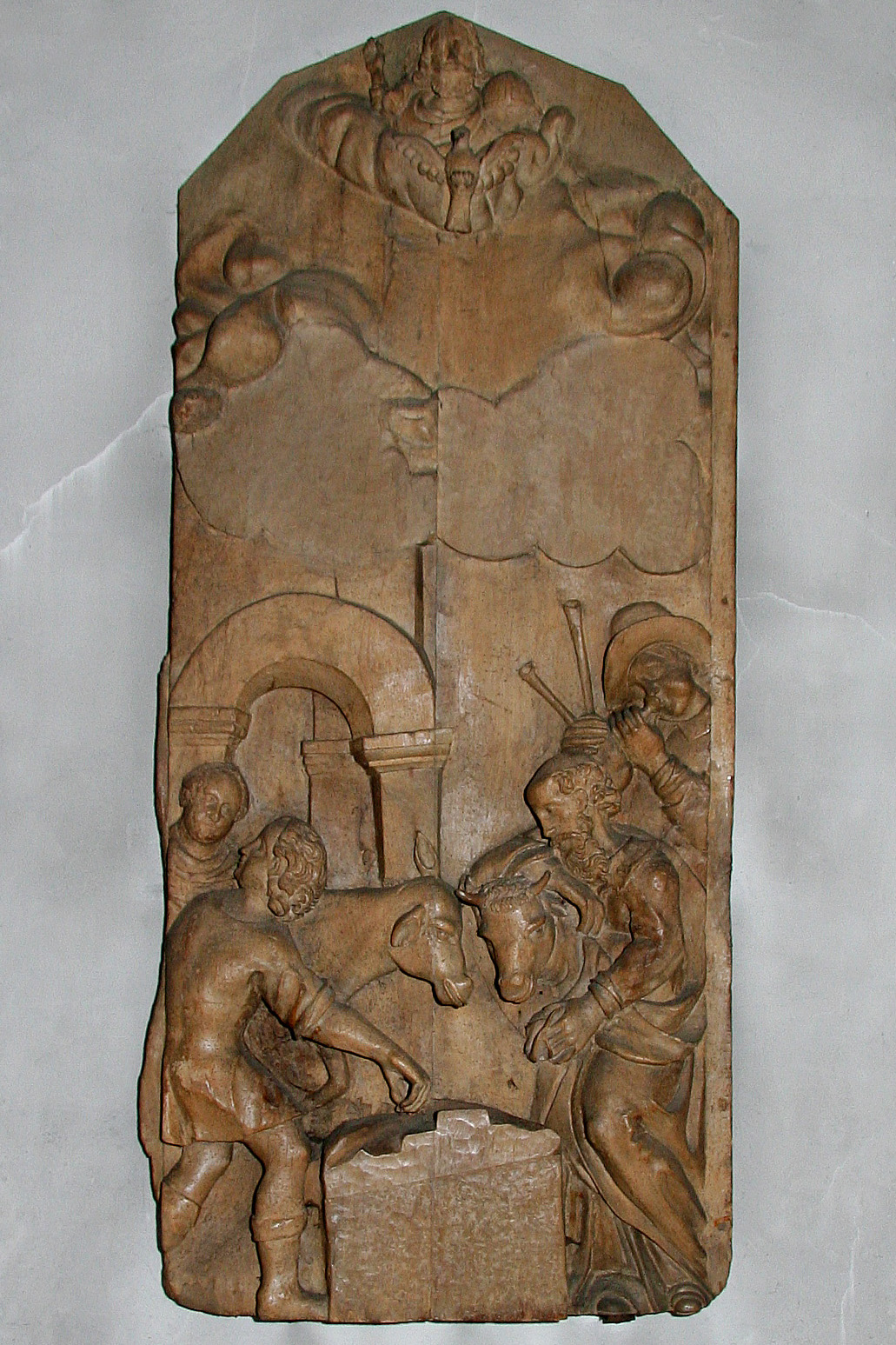
Relief des ehemaligen Hochaltares

Im Pfarrarchiv sind noch einige Angaben über den Hochaltar von 1655 zu finden. Der Bürgermeister und der Rat der Stadt Brilon sowie der Pfarrer schlossen am 21. September 1655 einen Vertrag mit dem Paderborner Bildhauer Th. Gröninger, einem Enkel des Paderborner Dombildhauers Heinrich Gröninger, über den Bau eines Altars. Von diesem 13 Meter hohen, bis unter das Gewölbe reichenden Altar ist nur das stark plastische Relief des Mittelbildes erhalten geblieben, das 1972 renoviert wurde. Es besteht aus zwei 78 Zentimeter breiten und 185 Zentimeter hohen Weichholzbohlen und zeigt die Geburt Christi. Die Krippe, deren Ansatz noch zu sehen ist, und die Figuren von Maria und Josef existieren nicht mehr. Von 1658 bis 1659 illuminierte der Minoritenbruder Andreas den Altar. Neben dem Relief steht auf einem Holzsockel eine 185 Zentimeter hohe Eichenholzfigur des Heiligen Paulus aus der Zeit um 1880. Nur 60 Jahre nach der Entstehung des Gröninger-Altares wurde mit einer Stiftung des kurfürstlichen Richters Matthäus Hörynk ein neuer Hochaltar angeschafft, der bis 1880 bestand. Zusammen mit vier Seitenaltären, darunter zwei Eckaltären, die vermutlich am Triumphbogen schräg vor den Dreiviertelsäulen standen, wurde er auf Weisung des streng mittelalterlich eingestellten Dombaumeisters Güldenpfennig wegen Geschmacklosigkeit entfernt. Das Gleiche geschah mit den Chorstühlen, der Kanzel und der Kommunionbank. Ein Jakobusaltar wurde in einer Schenkungsurkunde von 1488 als „neist den orgelen in der howet kerken“ (nahe der Orgel in der hohen Kirche) erwähnt. Der Standort dieses Altares, der die meisten Einkünfte erbrachte, ist unbekannt. In einem Visitationsbericht ist 1750 ein Lettner erwähnt: „Cancelli … cum Altari graduali … in meditullio ecclesiae“ (von Schranken und einem Stufenaltar in der Mitte). Die Gemeindemitglieder wurden durch die hohen Schranken daran gehindert, den Hochaltar zu sehen. Üblicherweise kamen solche Lettner nur in Stifts- und Domkirchen vor. Es ist urkundlich belegt, dass in der Briloner Pfarrkirche bis Anfang des 19. Jahrhunderts Chordienst wie in einer Stiftskirche üblich war. Der Lettner ist nicht erhalten.

## Architektur

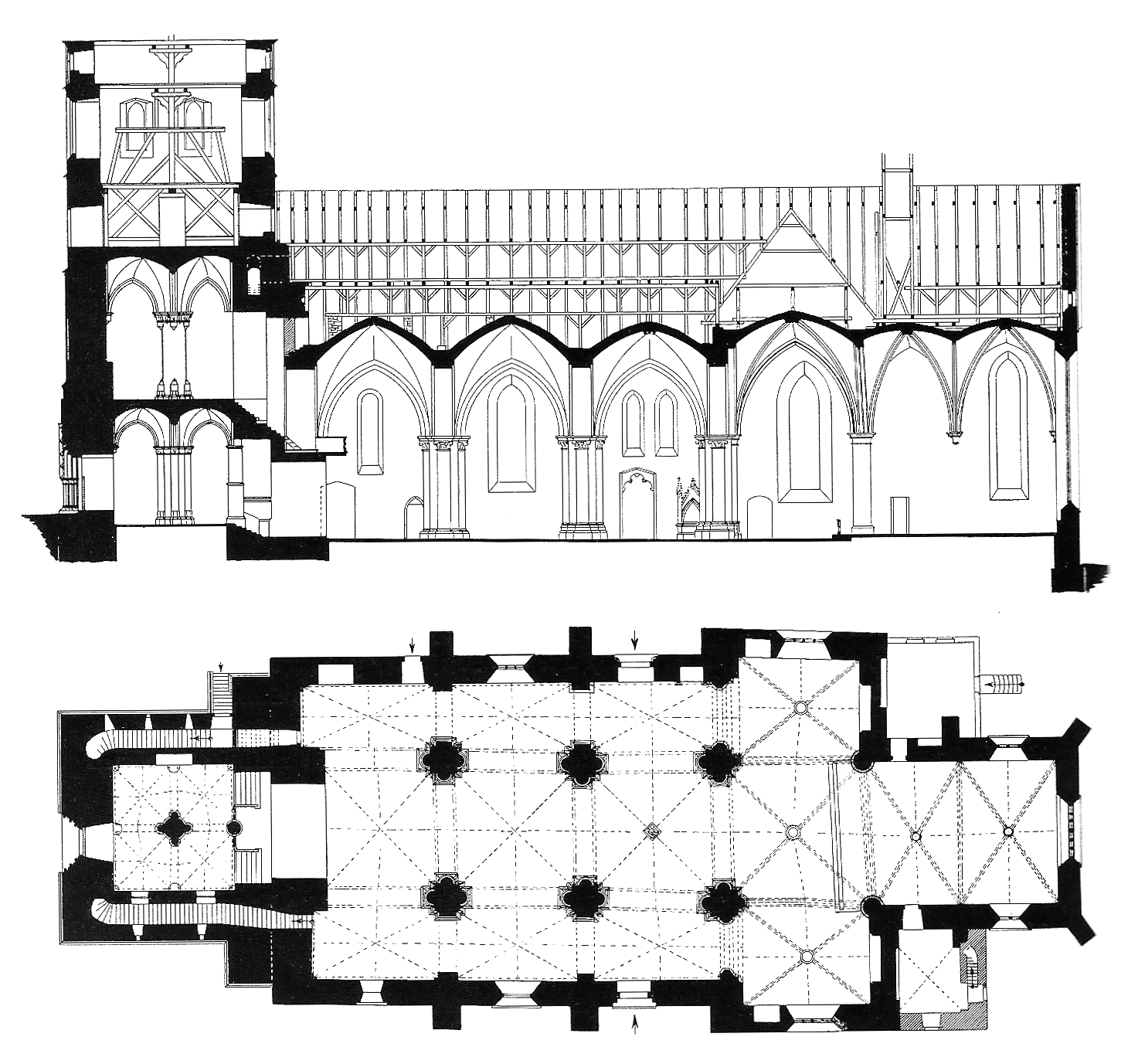
Grundriss und Längsschnitt, Darstellung vom Anfang des 20. Jahrhunderts

Die dreischiffige Hallenkirche im spätromanischen Stil wird im Osten durch ein gotisches Querhaus und einen zweijochigen rechteckigen Chor mit einer nördlich angebauten Sakristei abgeschlossen. Im Westen schließt sich der mächtige 63 Meter hohe gotische Turm mit seiner barocken Haube an. Der Kirchenbau hat eine Gesamtlänge von 67 Metern; das Langhaus ist 23 Meter breit.

### Chorraum
Das Schiff ist vom kreuzgratgewölbten Chorraum durch einen weit gespannten, mit Rankenornamenten verzierten Triumphbogen begrenzt. Das Chorfenster aus Antikglas besteht aus sechs Teilen mit insgesamt 54 Feldern. Die Verglasung des Chorfensters zeigt in leuchtenden Farben in der Mitte die Krönung Mariens, daneben die Kirchenpatrone St. Petrus und St. Andreas, außen St. Liborius (mit Pfau) und St. Josef (mit Kind).

### Langhaus
Die drei Joche des Kirchenschiffs werden von mächtigen rechteckigen Säulen aus Sandstein mit halbrunden Vorlagen getragen. Die attischen Basen sind mit Eckblättern und Tierfüßen und die Kapitelle der Halbsäulen mit Blattknollen und Menschenköpfen verziert. Die Kreuzgratgewölbe sind spitzbogig ausgeführt. Ein Schlussstein mit je vier Menschen- und Tierköpfen schließt das Gewölbe des Ostjoches im Mittelschiff ab. Die Wände sind durch spitzbogige Maßwerkfenster und Strebepfeiler gegliedert. Der Fußboden steigt von Osten nach Westen um etwa 50 Zentimeter an.

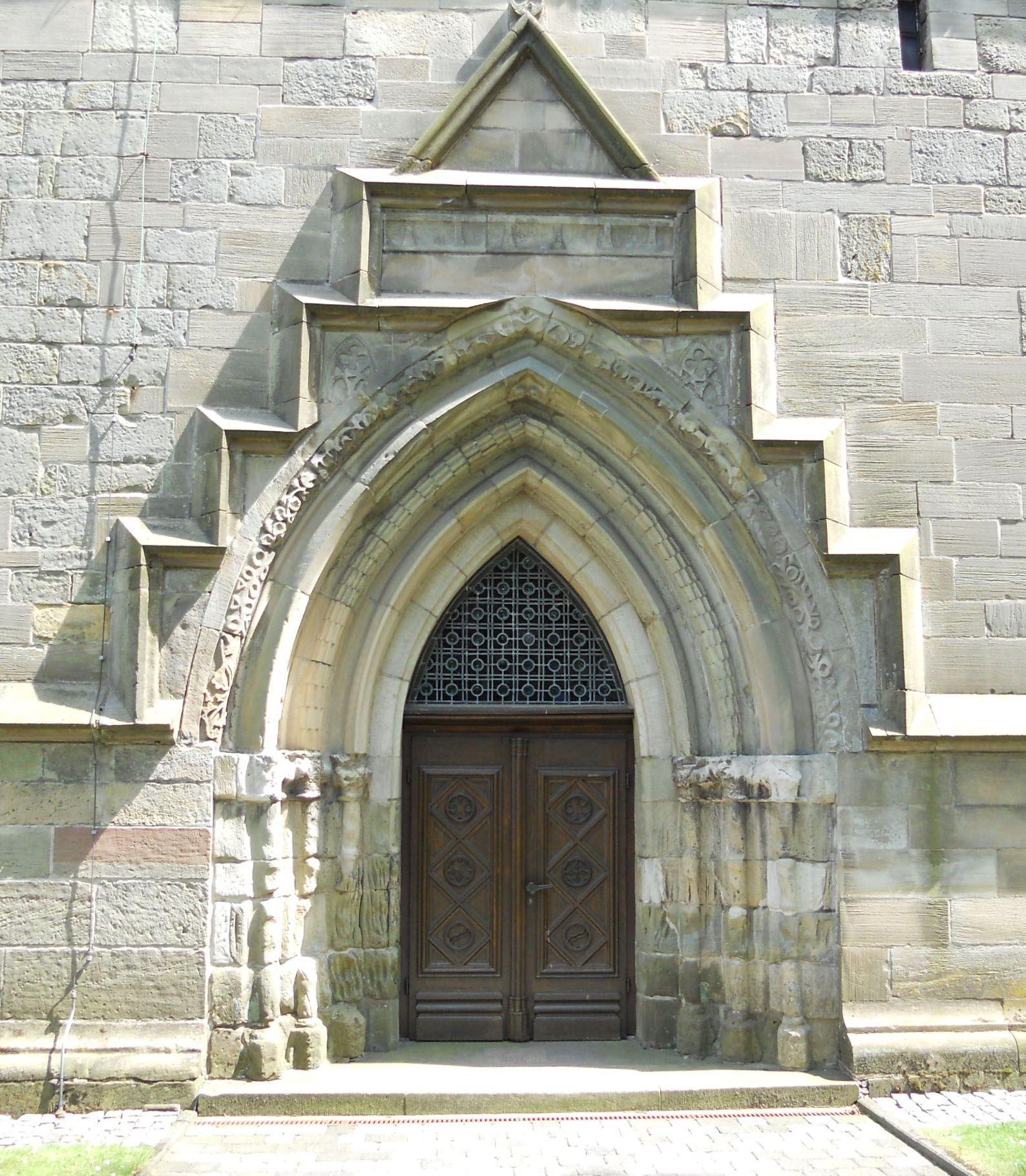
Turmportal

Das Turmportal in der Westwand ist in tief gestaffelten Spitzbogen-Gewänden reich gegliedert. Darüber befindet sich eine treppenartige Verdachung mit einem Dreiecksgiebel und Rosetten. Unter dem Giebel ist eine kleine Konsole, vermutlich für eine Freifigur, angebracht. Über dem Portal ist eine achtseitige blinde Fensterrose eingelassen. Das Nordportal mit Kleeblattbogen unter einer Rundbogenarchivolte ist dem Marktplatz zugewandt. Die Säulchen in der abgetreppten Laibung setzen sich im Rundbogen als Wülste mit profilierten Schaftringen fort. Die tiefgekehlte Außenkante des Bogens ist mit Männchen und Blattknospen verziert. Das einfache rundbogige Südportal ist in der Laibung zweimal abgetreppt. Darüber befinden sich zwei rundbogige Fenster. Ein weiterer Eingang in der Nähe der kleinen Tür im Westjoch wurde 1730 zugemauert.

### Turm

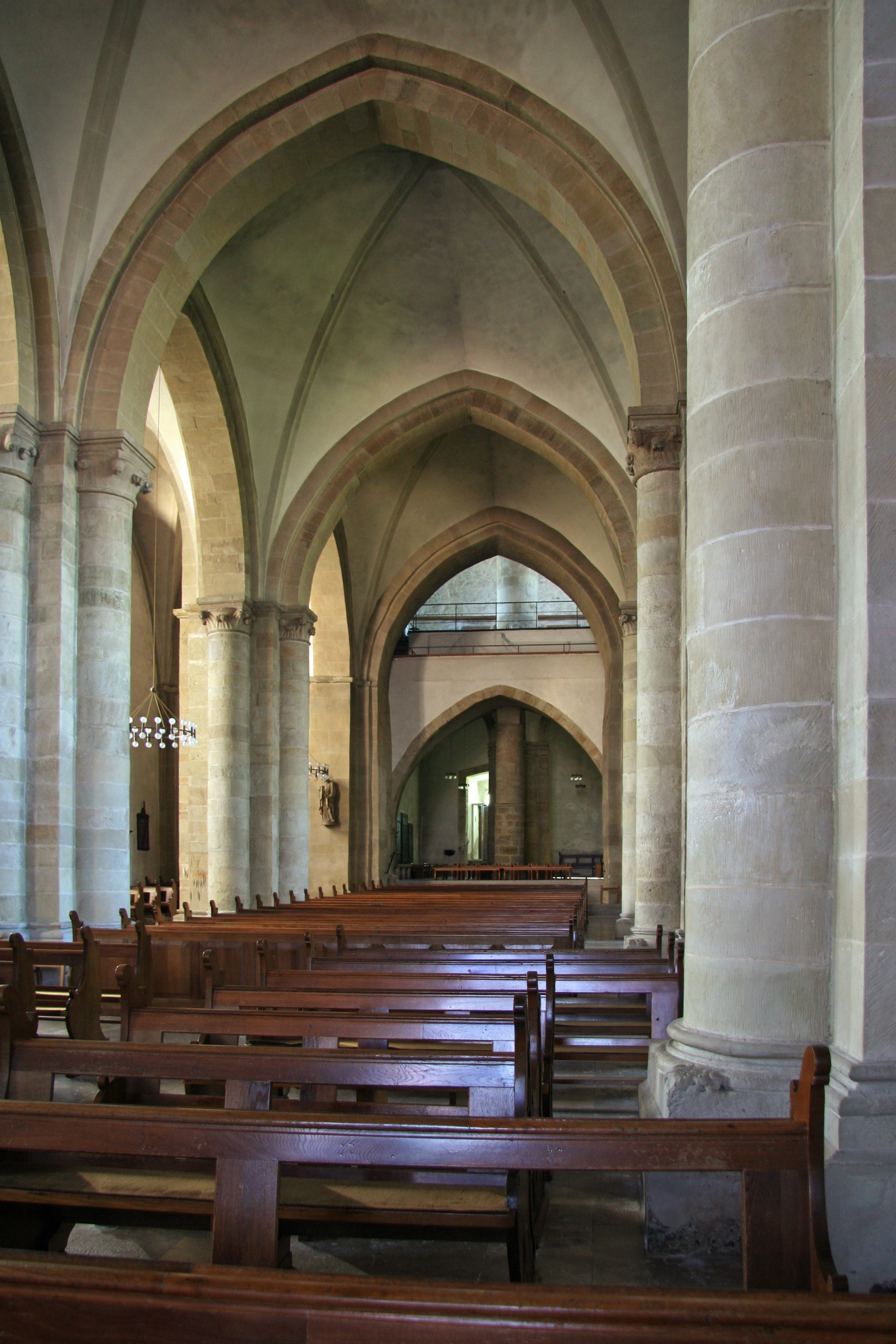
Blick auf die Turmhalle und die ehemalige Ratsstube

Erbaut wurde der wehrhafte und repräsentative Turm ab etwa 1250 anstelle eines Vorgängers. Er ist quadratisch mit einem Grundriss von 15 × 15 Metern. Die untere Turmhalle ist über einige Stufen durch die 3,3 m starke Außenwand begehbar. Von da geht es aufwärts in die obere Turmhalle, Ratsstube genannt, weil im Mittelalter der Magistrat dort tagte. Hier wurden wohl auch Urkunden aufbewahrt. Bei feindlichen Überfällen diente er als Rückzugsmöglichkeit. In dem Stockwerk darüber befindet sich eine Bretterhütte, in der früher das Turmuhrwerk stand. Sowohl die untere als auch die obere Turmhalle haben Kreuzgratgewölbe, die auf Mittelpfeilern ruhen. Im gemauerten Teil des Turmes folgen noch drei weitere Geschosse. Brände am Turm und seiner Bekrönung lassen sich für die Jahre 1560, 1755, 1810 und 1857 nachweisen; der jetzige Turmhelm ist nicht ursprünglich. Der Turm ist mit einem hohen barocken Turmhelm in Holzkonstruktion bekrönt. Die vier Ecken tragen Zwergtürme mit schlanker Spitze. Einer davon wurde zur Wächterstube, einem sogenannten Wichhäuschen, ausgebaut. Vom 63 Meter hohen Turm bietet sich ein guter Blick über die Briloner Hochfläche. Bei einem Wintergewitter am 25. Februar 1810 traf ein Blitz die Kirchturmspitze und setzte sie in Brand. Bei der Erneuerung der Turmspitze wurde die Installation eines Blitzableiters erwogen, der nach einem erneuten Blitzschlag am 3. März 1811 im Sommer desselben Jahres angebracht wurde. In den Jahren 1964 bis 1966 wurde das schadhaft gewordene Bauwerk renoviert. Im Turminneren wurde die Empore mit der defekten Orgel entfernt, der Korbbogen abgetragen und das Westportal wieder geöffnet. Der Turm hat damit eine direkte Verbindung zum Kirchenschiff, und die Ratsstube wird von innen sichtbar.

## Ausstattung

### Chorraum

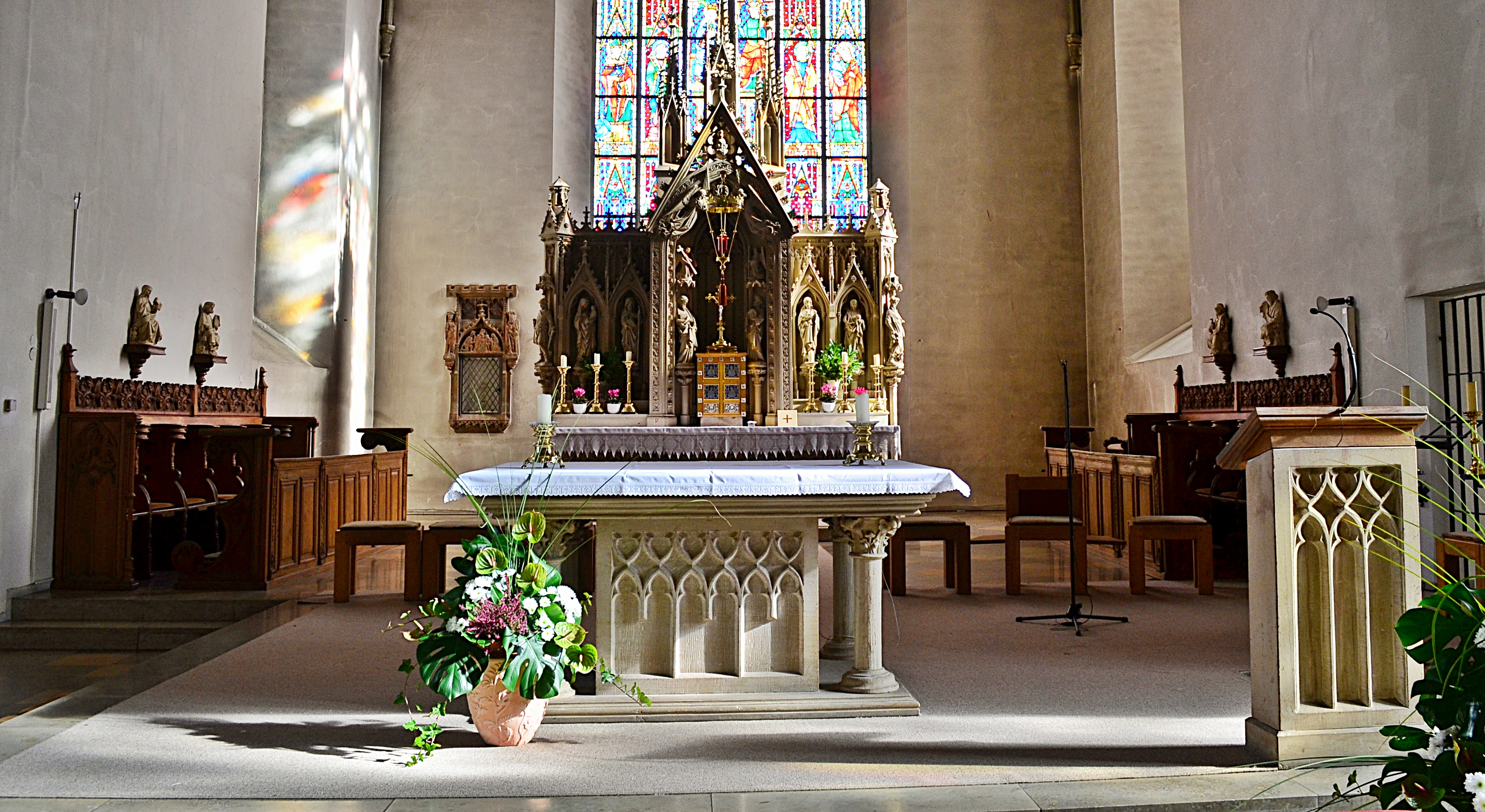
Chor mit Hochaltar

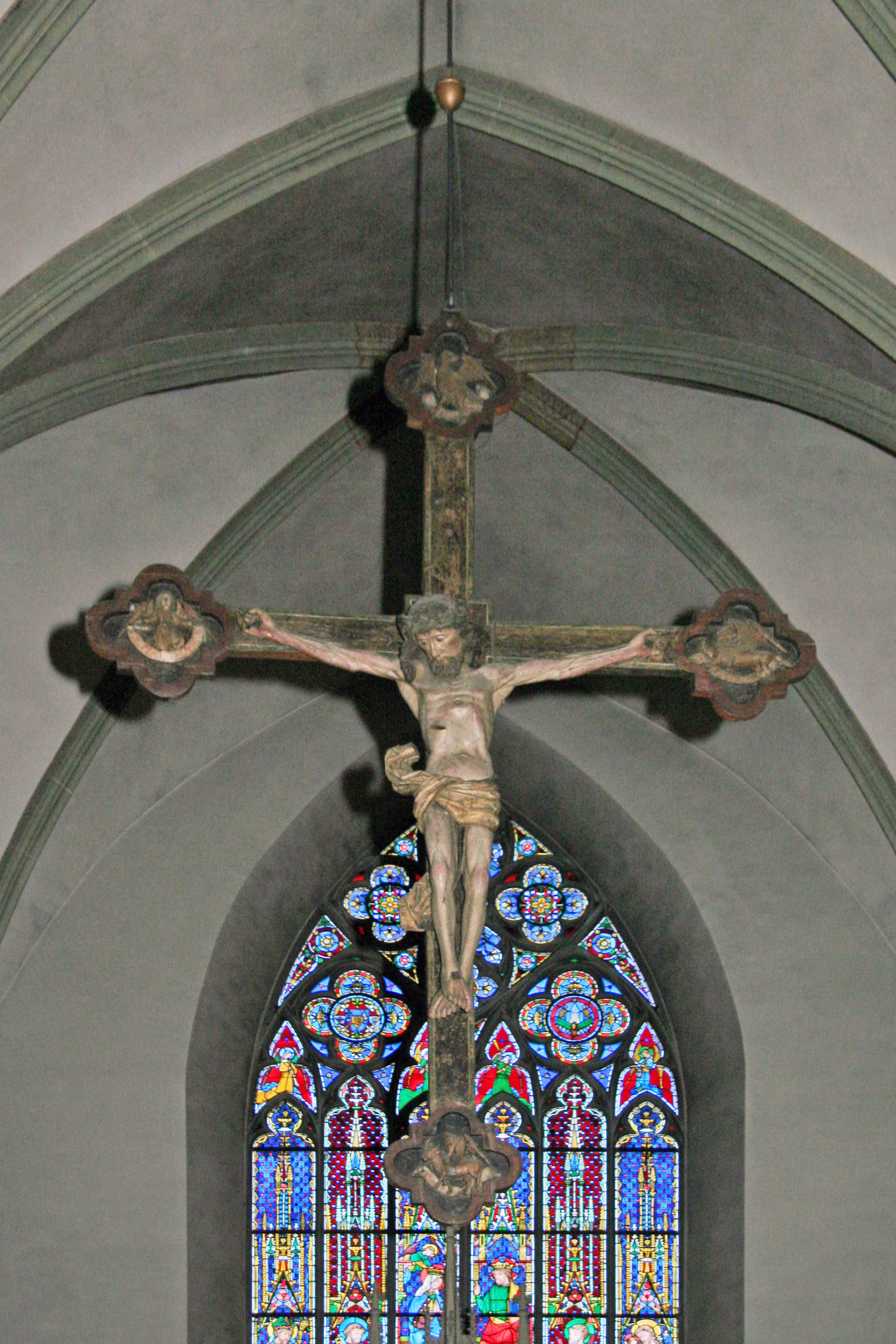
Triumphkreuz

Der neugotische Hochaltar aus Sandstein löste 1880 den barocken ab. Der Aufsatz besteht aus mehreren Türmchen und Figuren. In der Mittelnische steht ein gotisches Kruzifix aus dem 14. Jahrhundert. Das Sepulcrum enthält Reliquien der Heiligen Fulgens und Basilissa. Der stählerne Tabernakel hat bronzene Türen, die mit emaillierten Engelssymbolen verziert sind. Bei der Renovierung 1969/1970 fertigte die Firma Koch aus Geseke den Volksaltar aus vorhandenen neugotischen Teilen, passend zum Hochaltar. Er ist 97 Zentimeter hoch, 190 Zentimeter breit und 89 Zentimeter tief. Der Ambo aus Sandstein, ebenfalls von Koch aus Geseke, hat als Auflage eine Platte aus Eichenholz.
Die spätgotische Sakramentsnische in der Nordecke des Chorraumes von 1450 diente zur Aufbewahrung der geweihten Hostien. Der Rundbogen darüber zeigt in einem Hochrelief die Anbetung der Heiligen Drei Könige, darüber den Stern von Betlehem und links und rechts die Wappen des Stiftes Köln und der Stadt Arnsberg. Auffällig ist, dass Josef fehlt. Auf Konsolen steht rechts der Apostel Paulus und links der Apostel Petrus.
Im Triumphbogen des Chores hängt ein spätgotisches Triumphkreuz vom Anfang des 16. Jahrhunderts. Es ist vier Meter hoch und drei Meter breit, trägt einen überlebensgroßen Korpus und endet in Vierpässen mit den Symbolen der Evangelisten. Die vier geflügelten Wesen Mensch, Löwe, Stier und Adler gehen auf Schriften des Propheten Ezechiel zurück, an die Johannes in der Offenbarung anknüpft. Es ist dort vom Thron Gottes und vier Lebewesen die Rede. Das erste glich einem Löwen, das zweite einem Stier, das dritte sah aus wie ein Mensch, das vierte glich einem fliegenden Adler. Die Füße des Corpus sind nach dem Zeitgeschmack übereinandergesetzt und mit einem Nagel befestigt.
Im Chorraum stehen 48 Zentimeter hohe Figuren der Evangelisten mit ihren Attributen aus Sandstein auf Eichenholzkonsolen. Sie stammen von der ehemaligen Kanzel, die bei Renovierungsarbeiten abgebaut wurde. Rechts und links des Altars stehen Heiligenfiguren: Hubertus mit Hut, Feder und Jagdhorn, Anna mit dem Jesusknaben, Paulus mit Schwert und Buch, Antonius als Einsiedler, Bartholomäus, Johannes der Täufer mit einem Lamm, Agatha mit Kohlengefäß und Zange, Rochus mit Hund und Pestbeule.
Das 420 Zentimeter lange Chorgestühl aus Eichenholz mit geschnitzten Wangen an den Längsseiten des Chorraumes wurde von einem Briloner Schreiner Ende des 19. Jahrhunderts nach Entwürfen des Architekten Langenberg gefertigt. An den hochklappbaren Sitzen sind Miserikordien angebracht. Die Sitze sind mit Kniebänken ausgestattet. Neben dem Eingang zur Sakristei steht ein 83 Zentimeter hoher, 95 Zentimeter breiter und 70 Zentimeter tiefer Kredenztisch aus Eiche. An einer schmiedeeisernen Vorrichtung hängt die Sakristeiglocke aus Bronze.

### Langhaus und Querhaus
Ein neugotisches Triptychon aus Eichenholz befindet sich in einer Nische an der Ostwand des nördlichen Querhauses. Es ist etwa 300 Zentimeter hoch, 265 Zentimeter breit und 94 Zentimeter tief. Das Bild in der Mitte zeigt die Kreuzigungsszene vor der Hintergrunddarstellung von Briloner Stadtmotiven mit dem Turm der Propsteikirche, dem ehemaligen Krankenhaus und dem Rathaus. Acht geschnitzte Reliefs stellen die Erlösungsgeschichte dar. Der Altar wurde von Anton Becker aus Wiedenbrück gebaut. Die Bilder auf den Rückseiten der beiden Flügel schuf ein Regensburger Künstler.

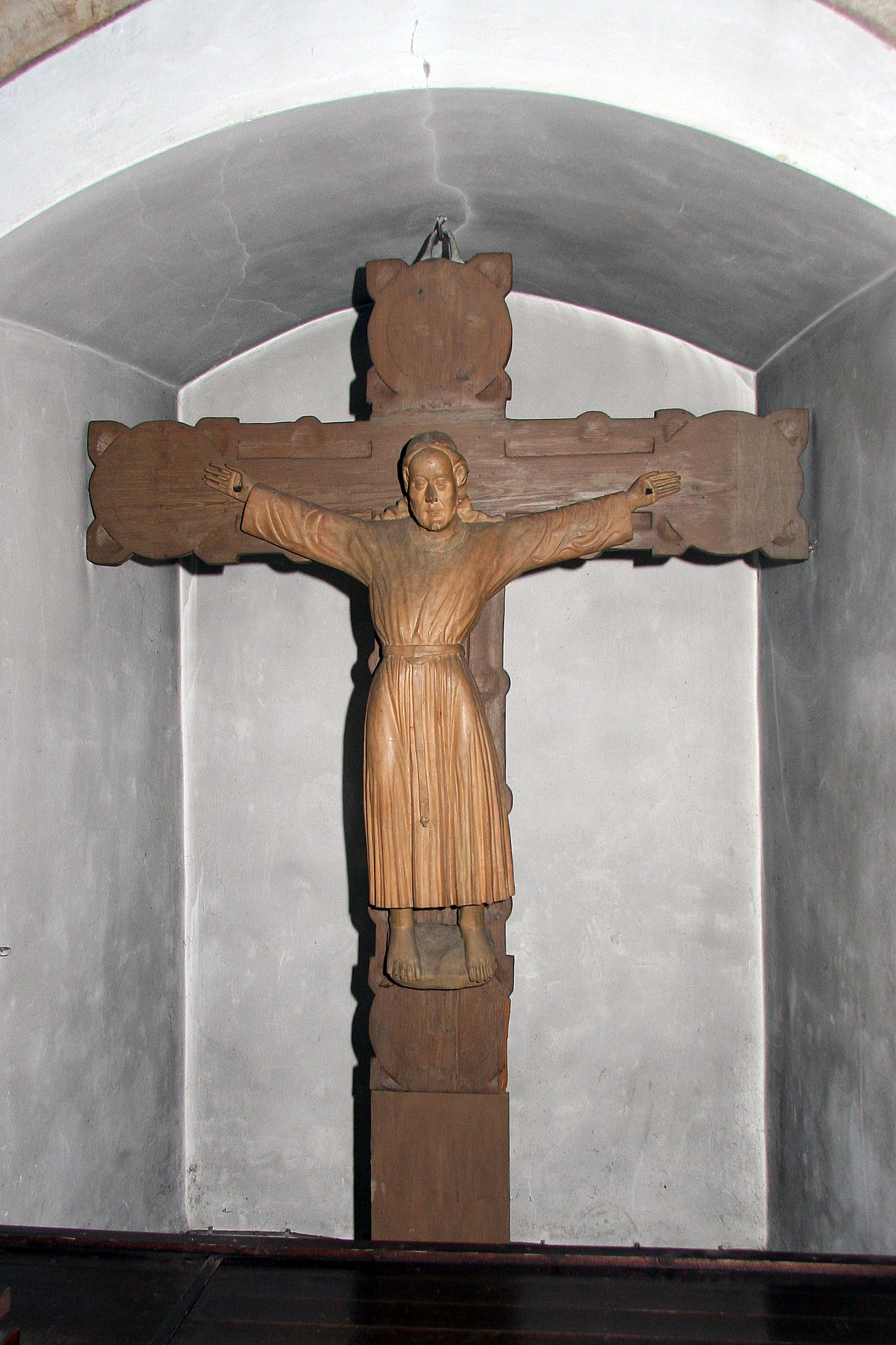
Wilgefortiskreuz

Im südlichen Querschiff steht in einer Nische ein Volto-Santo-Kreuz, das sogenannte Wilgefortiskreuz, aus Lindenholz. Es ist 175 Zentimeter hoch und 150 Zentimeter breit, stammt aus dem 12. Jahrhundert und wurde in späterer Zeit umgearbeitet. Die Kreuzarme enden als Rundscheiben. Der Körper des bekleideten Gekreuzigten ist nur an den Händen genagelt, die Füße sind frei. Der Korpus schwebt vor dem Kreuz, der Kopf ist erhoben. Eine Rille auf dem Kopf stammt wahrscheinlich von einer früher vorhandenen Krone aus Metall. Es handelt sich wahrscheinlich um eine Christusdarstellung. Eine 185 Zentimeter hohe geschnitzte Figur in der Nähe stellt Antonius von Padua mit dem Jesuskind dar.
In der Nordwand des östlichen Langhausjoches befindet sich eine spitzbogige gotische Heiliggrab-Nische mit einer Höhe von 115 Zentimetern, einer Breite von 150 und einer Tiefe von 50 Zentimetern. Der gotische Giebel ist mit einer Kreuzblume und Krabben versehen. Seitlich steigen vom Boden vier Meter hohe Fialen auf. In der Nische steht eine schmerzhafte Muttergottes, vermutlich aus dem 20. Jahrhundert.
Der Taufstein steht auf der linken Seite des Schiffes vor dem ersten Pfeiler. Das Becken aus Marmor ist 114 Zentimeter hoch, der 78 Zentimeter hohe Deckel wurde im 19. Jahrhundert aus Eichenholz angefertigt; er erinnert an einen neuromanischen Turm. Die Basis ist achteckig.
Vier Beichtstühle aus Eichenholz sind in die Wände eingebaut; die historischen Fassaden blieben erhalten und erhielten verschließbare Türen. Sie sind mit Antikglas ausgestattet und wurden 1970 durch die Firma Hillekenbach in Brilon renoviert.
Die fünf Meter langen Kirchenbänke aus Eichenholz stammen aus der Zeit um 1840. Sie wurden so umgebaut, dass bequemes Sitzen und Knien möglich ist. Sie wurden 1970 restauriert.
Die 100 Zentimeter hohen und 84 Zentimeter breiten gemalten Kreuzwegstationen von Paul Plontke stammen aus dem Jahr 1954. Die erste Station hängt an der Wand des südlichen Seitenschiffes, die letzte vor der Heilig-Grab-Nische.

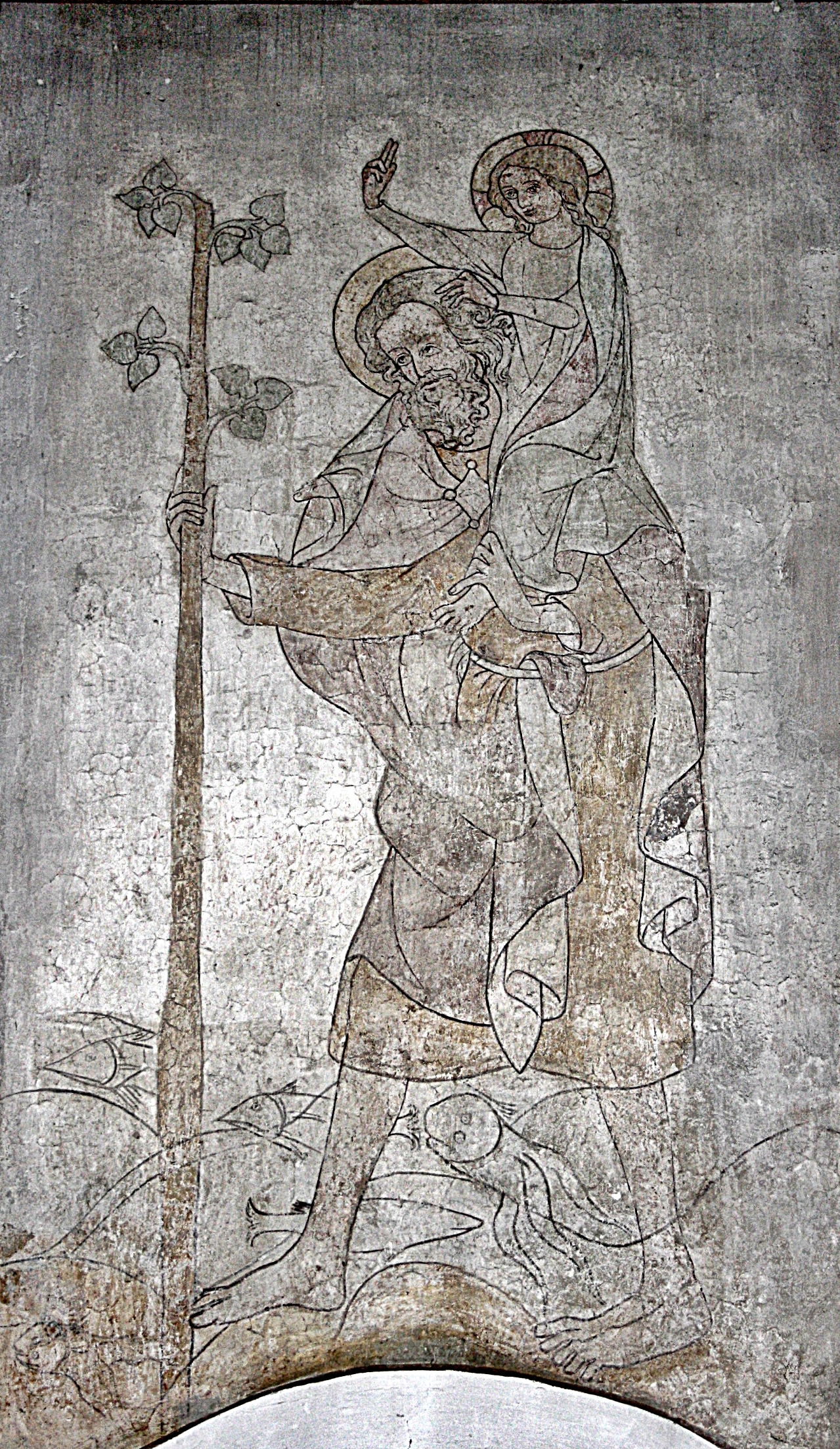
Wandgemälde St. Christophorus

Über der Wilgefortisfigur wurde 1952 bei Renovierungsarbeiten ein Fresko mit der Darstellung des Christophorus aus dem 14. Jahrhundert freigelegt. Sie ist 3,36 Meter hoch und 1,19 Meter breit. 1970 wurden bei Renovierungsarbeiten in der Nische des südlichen Querschiffes Malereien aus dem Katharinen-Martyrium entdeckt, freigelegt und in die Marienkirche übertragen, um Raum für die neue Orgel zu schaffen. Am Langhausvierungsbogen wurden mittelalterliche Malereien gefunden; ein mittelalterliches Fragment wurde am Turmbogen des Langhauses freigelegt. Die Darstellung eines Zimmermannes bei der Arbeit (möglicherweise Josef) befindet sich am Turmbogen.

### Sakristei
Das romanische kupfervergoldete Pankratiuskreuz aus Eichenholz mit Gravierungen entstand zwischen 1100 und 1130, stammt aus dem Umkreis der Helmarshausener Werkstatt und wird im Tresor der Kirche aufbewahrt. Die Vorderseite mit einem umlaufenden Dekor von Sternchen in quadratischen Feldern ist eingetieft. Über dem gekreuzigten Christus mit Mittelknotenschurz auf einer Konsole trägt ein Engel ein Lilienzepter. Der Kruzifixus ähnelt dem Cappenberger Christus; die Arme des Gekreuzigten sind ausgebreitet und leicht angewinkelt, sein Kopf ist mit geschlossenen Augen gesenkt. Darüber ist die lateinische Inschrift IHC NAZARENVS REX IVDEORUM angebracht. Die mit einem Band von eingravierten Blattrosetten umrandete Rückseite zeigt das Agnus Dei; die Hintergrundziselierung ist flächendeckend. Die Kreuzarme sind mit den Evangelistensymbolen, Engeln, dem Heiligen Pankratius und Inschriften verziert.
Das Sakristeikreuz aus Eiche mit einem manieristischen Korpus stammt vom Anfang des 17. Jahrhunderts. Es ist 80 Zentimeter hoch und 75 Zentimeter breit. Der feingliedrige Korpus ist mit einer Krone aus natürlichem Dornengeflecht bekrönt, die möglicherweise in späterer Zeit ergänzt wurde. Die Kreuzarme tragen Evangelistensymbole.
Das Versehgefäß aus vergoldetem Silber wurde im 15. Jahrhundert angefertigt. Ein rechteckiges, mit Strebepfeilern, Fialen und Kreuzblumen verziertes Kästchen mit einem gotischen Dach befindet sich am Fuß. Das eingravierte Bild an der Seite zeigt Christus mit einer vor ihm knienden gekrönten Frau. Auf der Gegenseite steht in gotischen Minuskeln: ifmor9 fr iohes de siberch qfessor claissac. Dies wird in lateinischer Sprache als Clauditur oleum infirmorum Frater Johannes von Silberch (Eingeschlossen ist das Öl für die Kranken, Bruder Johannes von Silberch, Beichtvater der Klarissen) gedeutet. Das Dach des Kästchens ist aufklappbar. Innen ist eine Hostiendose aufgelötet, ein Ölkännchen ist entnehmbar.
Die Herkunft des 51 Zentimeter hohen Ciboriums aus vergoldetem Silber ist unbekannt. Die Inschrift von 1896 nennt einen Pfarrer Josef Brockhaus als Stifter. Die prachtvolle barocke, Sonnenmonstranz ist 66 Zentimeter hoch und mit Perlen und Edelsteinen besetzt. Das Schauglas ist von sechs Engelsköpfen in Emaille umrahmt. Die Inschrift lautet: Ecce panis angelorum („Siehe das Brot der Engel“). Die gotische Monstranz aus vergoldetem 800er Silber ist 68 Zentimeter hoch und an den Seiten mit sechs silbernen Figürchen geschmückt. In der Spitze steht eine kleine Madonna. Etliche weitere Messkelche ergänzen den Bestand.
Die Sakristei beherbergt eine größere Anzahl weiterer sakraler Gegenstände aus verschiedenen Epochen, wie Chormäntel, Kaseln, Dalmatiken und ein Velum.

### Turmhalle
An den Wänden der unteren Turmhalle wurden bei der Renovierung im Jahr 1970 sechs und in der oberen Turmhalle vier Grabplatten angebracht. Sie sind der Rest einer großen Anzahl von Epitaphien vom Friedhof, der die Kirche umgab und der seit 1807 nicht mehr belegt ist. Die Grabplatten wurden in der Turmhalle gelagert und 1943 zum größten Teil verschrottet. Auf Betreiben von Richard Unkraut, einem Nachfahren des Everhard Jodokus Kannegießer, blieben die zehn Platten erhalten. Eine davon war für den ehemaligen Bürgermeister Johann Heinrich Kannegießer, eine andere für Albert Gerling bestimmt.

### Andachtskapelle Lauda Sion

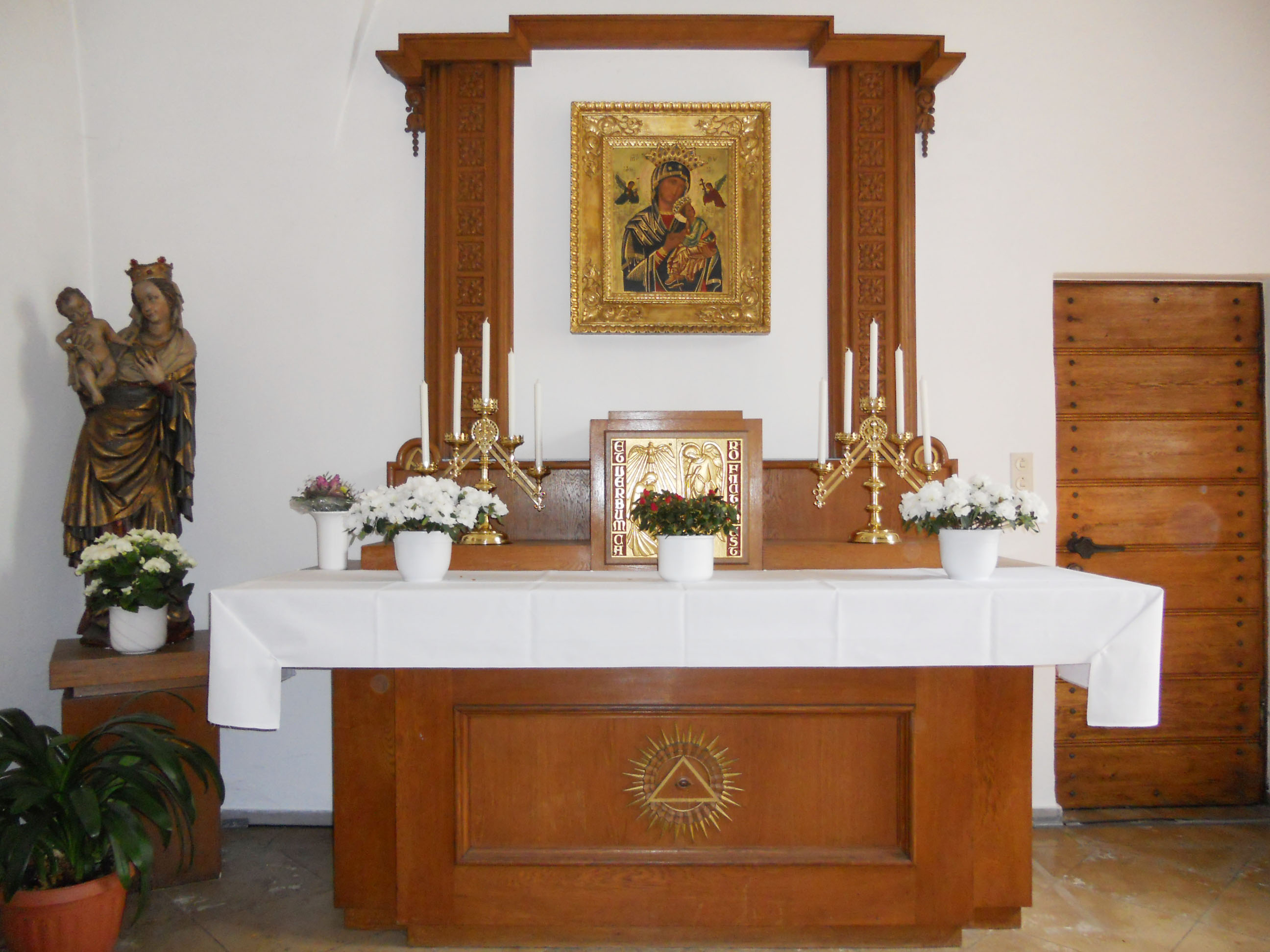
Andachtskapelle

Die ehemalige Sakristei hinter der heutigen Orgel diente bis zur Kirchenrenovierung von 1967 bis 1970 als Abstellraum und wurde zu einer Andachtskapelle (Marienkapelle) umgebaut und entsprechend eingerichtet. Sie ist bestuhlt und mit einer Vorrichtung zum Abbrennen von Opferkerzen ausgestattet. Im Zentrum steht als sogenannter Marienaltar der alte Altar aus der früheren Kapelle des Maria-Hilf-Krankenhauses. Er ist neugotisch und stammt aus der Zeit um 1900. Zu sehen sind Reliefs aus der Erlösungsgeschichte. Weiterer Bestandteil der Kapelle ist ein Bild der Immerwährenden Hilfe mit vergoldetem und reich verziertem Rahmen.

### Orgel

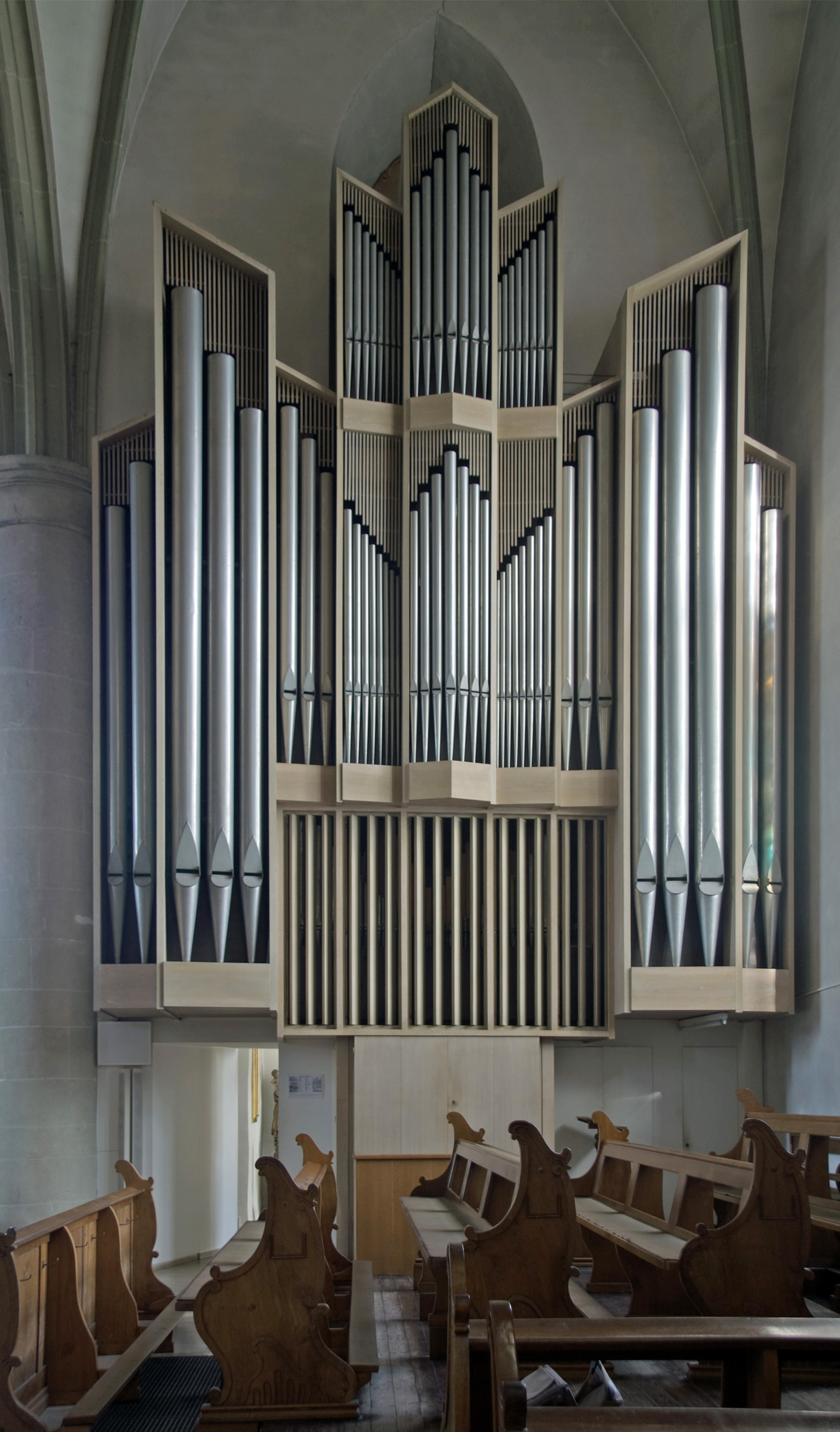
Die Orgel

Die ursprüngliche Orgel stand auf einer von Holzsäulen getragenen Empore im Westjoch des Mittelschiffes. 1920 wurde sie in den Turm versetzt.
1970 erbaute die Orgelbaufirma Anton Feith die derzeitige Orgel der Propsteikirche und stellte sie im östlichen Ende des Südseitenschiffes auf. Das Schleifladen-Instrument verfügt über 40 Register auf drei Manualen und Pedal. Die Spieltraktur ist mechanisch, die Registertraktur elektrisch.
| I Hauptwerk C–g3 |                    |      |
| 1.               | Quintade           | 16′  |
| 2.               | Prinzipal          | 8′   |
| 3.               | Rohrflöte          | 8′   |
| 4.               | Octave             | 4′   |
| 5.               | Gemshorn           | 4′   |
| 6.               | Octav              | 2′   |
| 7.               | Mixtur V           | 2′   |
| 8.               | Zimbel III         | 1⁄2′ |
| 9.               | Trompete           | 16′  |
| 10.              | Silbermanntrompete | 8′   |

| II Oberwerk C–g3 |             |       |
| 11.              | Holzgedackt | 8′    |
| 12.              | Praestant   | 4′    |
| 13.              | Koppelflöte | 4′    |
| 14.              | Prinzipal   | 2′    |
| 15.              | Quinte      | 1 ⁄3′ |
| 16.              | Scharff IV  | 1′    |
| 17.              | Terzian II  |       |
| 18.              | Krummhorn   | 8′    |

| III Schwellwerk C–g3 |                   |        |
| 19.                  | Holzflöte         | 8′     |
| 20.                  | Gedackt           | 8′     |
| 21.                  | Salicional        | 8′     |
| 22.                  | Singend Principal | 4′     |
| 23.                  | Spitzgedackt      | 4′     |
| 24.                  | Nasat             | 2 ⁄3′  |
| 25.                  | Waldflöte         | 2′     |
| 26.                  | Terz              | 1 3⁄5′ |
| 27.                  | Blockflöte        | 1′     |
| 28.                  | Mixtur IV         | 1 ⁄3′  |
| 29.                  | Dulzian           | 16′    |
| 30.                  | Oboe              | 8′     |

| Pedal C–f1 |              |         |
| 31.        | Prinzipal    | 16′     |
| 32.        | Subbass      | 16′     |
| 33.        | Quintbass    | 10 2⁄3′ |
| 34.        | Octav        | 8′      |
| 35.        | Pommer       | 8′      |
| 36.        | Choralbass   | 4′      |
| 37.        | Nachthorn    | 2′      |
| 38.        | Hintersatz V | 2′      |
| 39.        | Posaune      | 16′     |
| 40.        | Clarine      | 4′      |

- Koppeln: II/I, III/I, III/II, I/P, II/P, III/P

### Glocken
Im Glockenstuhl des Turmes hängen acht Glocken:
| Nr. | Name                | Gussjahr | Gießer, Gussort                | Durchmesser (mm, ca.) | Masse (kg, ca.) | Schlagton | Bemerkung |
| --- | ------------------- | -------- | ------------------------------ | --------------------- | --------------- | --------- | --- |
| 1   | Brandglocke         | 1947     | Glockengießerei Junker, Brilon | 1.770                 | 3.100           | b0        | Ersatz für die im Zweiten Weltkrieg eingeschmolzene Brandglocke. Inschrift: LAUDATE DOMINUM IN SANCTIS EIUS LAUDATE EUM IN SONO TUBAE LAUDATE EUM IN PSALTERIO ET CITHARA LAUDATE EUM IN TYMPANO ET CHORO |
| 2   | Totenglocke         | 1946     | Glockengießerei Junker, Brilon | 1.400                 | 1.520           | d′        | Ersatz für die im Zweiten Weltkrieg verlorengegangene Glocke. Inschrift: ICH TÖNE DEN LEBENDEN WIE DEN TOTEN SOWOHL DEN REICHEN WIE DEN ARMEN. |
| 3   | Bürgerglocke        | 1946     | Glockengießerei Junker, Brilon | 1.180                 | 0.900           | f′        | Zwischen dem 11. November und dem 30. April wird sie abends von 20:55 bis 21:00 Uhr geläutet. Mit diesem sogenannten „Schneeläuten“ soll den Verirrten der Weg nach Brilon gewiesen werden. Inschrift: TU ES PETRUS ET SUPER HANC PETRAM AEDIFICABO ECCLESIAM MEAM ET PORTAE INFERI NON PRAEVALEBUNT ADVERSUS EAM! ALBERTUS JUNKER ME FUDIT. A.D. 1946. |
| 4   | große Schlagglocke  | 18. Jh.  |                                | 0.900                 | 0.450           | g′        | Inschrift: SIT LAVS PLENA SIT SONORA SIT IVCVNDA SIT DECORA TONI IVBILATIO AD.M.D.G |
| 5   | Marienglocke        | 2020     | Glockengießerei Rincker, Sinn  |                       |                 | b′        | |
| 6   | kleine Schlagglocke | 1665     |                                | 0.680                 | 0.150           | c″        | Inschrift: VERBUM DOMINI MANET IN AETERNUM MDCLXV |
| 7   | Andreasglocke       | 2022     | Glockengießerei Rincker, Sinn  | 470                   | 266             | d″        | |
| I   | Alte Bürgerglocke   | 1583     | Rochus Nelman                  | 1.040                 | 0.850           | um e1     | Gotische Minuskelinschrift: is gadt met uns wal kan weder uns ut dem fuir ich flot rochus nelman mi godt anno domini m.d.l.xxxiii. Auf der Glocke ertönt heute der Uhrschlag und der 3×3-Schlag zum täglichen Angelusläuten. |

Im Dachreiter der Propsteikirche hängen noch zwei kleine Angelusglocken. Am 21. Februar 2020 goss Glocken- und Kunstgießerei Rincker eine neue Glocke für die Propsteikirche, die Marienglocke.
Zum Festgeläut erklingen die fünf Glocken Nr. 1 bis 5. Leider beißen sich die neue und alten Bürgerglocke im Klang, daher werden immer nur sechs Glocken gleichzeitig klingen. Vier Glocken wurden 2019/2020 restauriert. Im August 2022 wurde in Sinn eine neue Andreasglocke gegossen. Die Bürgerglocke von 1946 wurde zudem einer Tonkorrektur unterzogen.

## Propstei

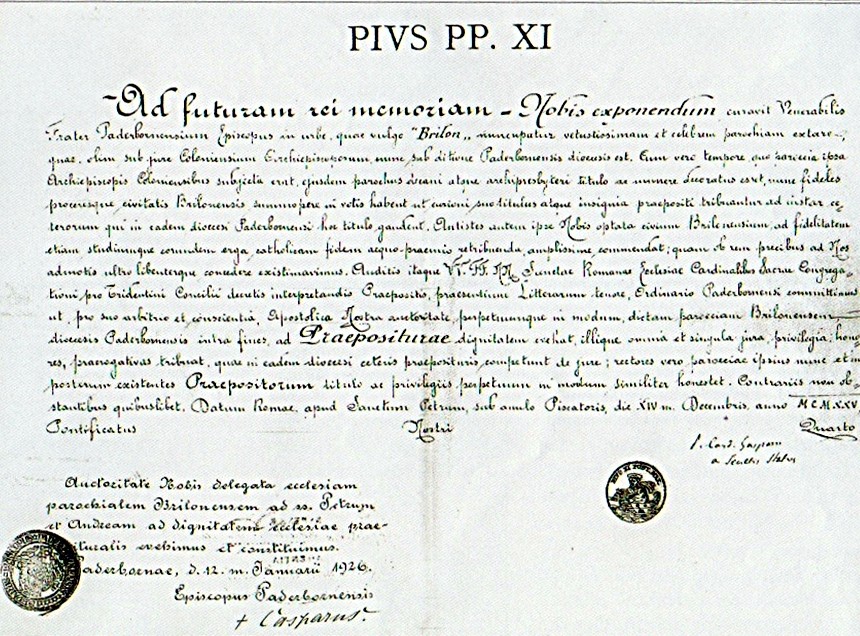
Erhebung zur Propsteikirche, päpstliche Urkunde von 1925

Um das große Erzbistum Paderborn zu strukturieren und das Diözesanbewusstsein zu stärken, bat Bischof Caspar Klein den Papst, die Pfarrkirche in den Stand einer Propsteikirche zu erheben. Per Dekret vom 14. Dezember 1925 folgte Papst Pius XI. diesem Wunsch. Bischof Caspar bestimmte in einem Begleitschreiben zum Dekret des Papstes: „Zugleich bestimme ich, dass der jeweilige Inhaber der Pfarrstelle gedachter Propsteikirche von nun an den Titel eines Propstes und die entsprechenden Insignien zu tragen berechtigt ist. Diese bestehen in der üblichen Tracht eines Propstes und in einem Kreuz aus weißer Emaille, das auf der Vorderseite das Bildnis der hl. Apostel Petrus und Andreas und auf der Rückseite das Bild des Hl. Liborius trägt. Das Kreuz ist am schwarzen Seidenband zu tragen.“
| Name                 | Amtszeit  | Bemerkungen                                    | Foto                                        |
| -------------------- | --------- | ---------------------------------------------- | ------------------------------------------- |
| Josef Brockhoff      | 1926–1932 | Erster amtierender Propst                      | Josef Brockhoff                             |
| Franz Meyer          | 1932–1957 | Die Propst-Meyer-Straße wurde nach ihm benannt |                                             |
| Anton Dünnebacke     | 1957–1974 |                                                |                                             |
| Heinrich Prior       | 1975–1999 |                                                |                                             |
| Karl-Heinz Wiesemann | 1999–2002 | Späterer Bischof von Speyer                    | Karl-Heinz Wiesemann als Bischof von Speyer |
| Stefan Wigger        | 2002–2009 |                                                |                                             |
| Reinhard Richter     | Seit 2009 |                                                |                                             |

## Kirchplatz

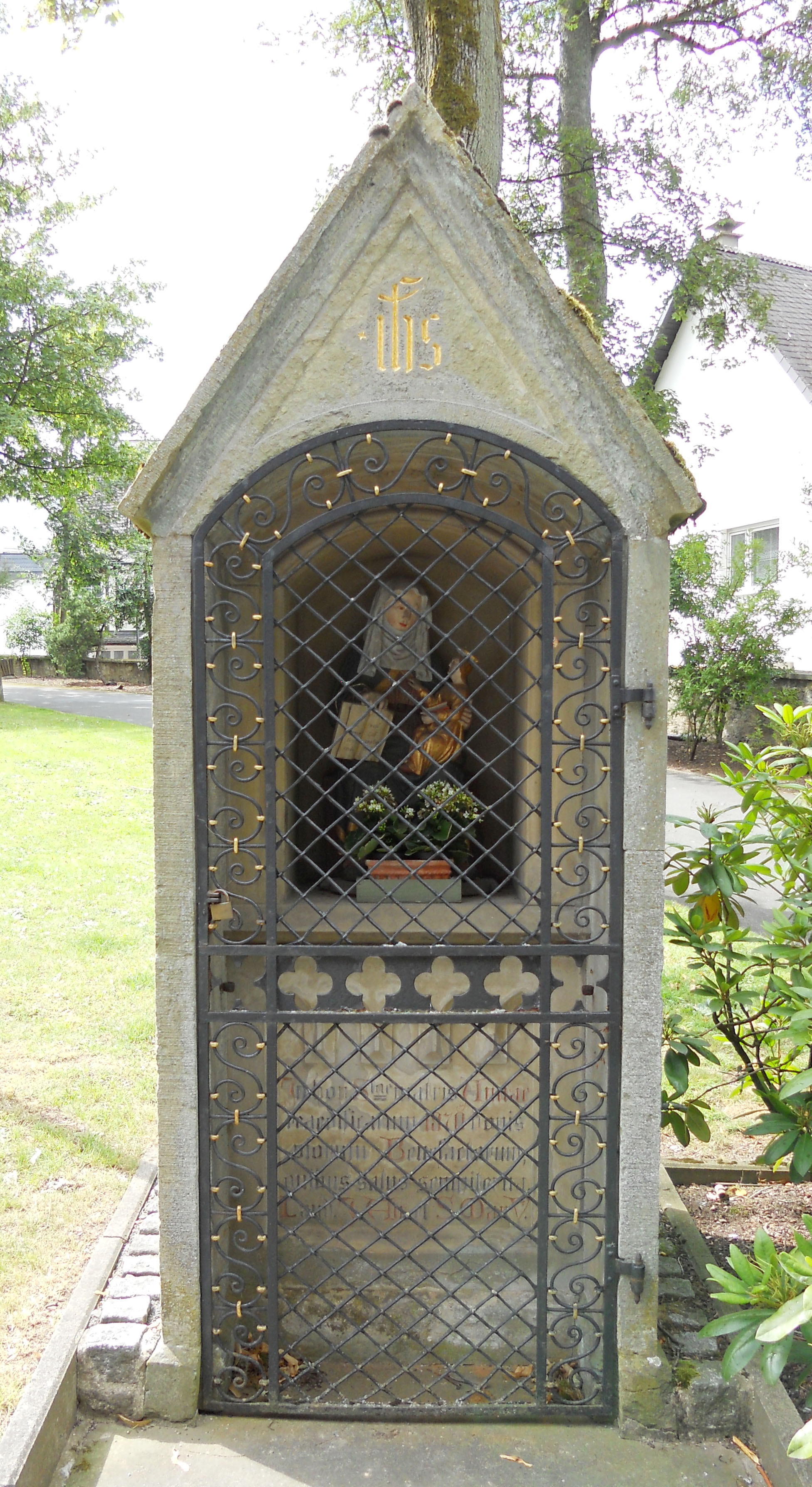
Heiligenhäuschen

Der Kirchplatz ist eine der höchsten Erhebungen der Briloner Kernstadt und bot sich so als Standort der wehrhaften Kirche an. Der von einer Mauer umgebene Kirchhof ist eine ehemalige Begräbnisstätte. Hinter dem modernen schmiedeeisernen Tor auf der Nordseite steht südlich der Kirche, auf einem gekehlten Sandsteinsockel, ein Kreuz mit einem Korpus aus Gusseisen. Unter den Füßen des Gekreuzigten wurde ein kleines Schild mit der Bezeichnung 1773 angebracht. Auf dem Steinsockel befinden sich Gebetssprüche. Der lateinische Hinweis auf der Frontseite des Steinsockels lautet übersetzt: „Dies Kreuz hat der Bürgermeister Joseph Ludwig Ulrich für Gott und seinen gekreuzigten Sohn in frommer Absicht errichtet.“
Ein neugotisches Heiligenhäuschen aus grünem Sandstein wurde in der Mitte des 19. Jahrhunderts gebaut. In der Nische steht eine 73 Zentimeter hohe Figur aus Weichholz, eine Arbeit des 17. Jahrhunderts, die die Heilige Anna darstellt. In der rechten Hand hält sie eine aufgeschlagene Seite aus dem Buch der Sprüche Die gottesfürchtige Frau wird Lob empfangen. Auf ihrer linken Seite sitzt die Tochter Maria. Die Figur zeigt Spuren alter Fassung. Der Sockel trägt die lateinische Inschrift (übersetzt): Zu Ehren der heiligen Mutter Anna wiederhergestellt 1870 durch die Spenden frommer Wohltäter, denen ewiges Leben geschenkt werden möge. Gelobt seien die verehrungswürdige Anna und die heilige Jungfrau Maria!
Das Golgota-Kreuz steht auf einer Rasenfläche an der Nordseite der Kirche. Es stellt in monumentaler Darstellung den Kalvarienberg dar und dient als Erinnerung an die Glaubenserneuerung. Das Kreuz wurde 1991 von Bernhard Kleinhans aus Sendenhorst angefertigt.
Etwas abseits zwischen dem Turm und dem Südportal steht das Mahnmal für die Gefallenen und Vermissten beider Weltkriege. Im Jahr 1960 wurde nach einem Ratsbeschluss ein Wettbewerb unter den in Brilon geborenen und lebenden Künstlern sowie fünf Teilnehmern von außerhalb ausgeschrieben. Es gingen acht Entwürfe ein, den Zuschlag erhielt Wilhelm Hanebal aus Büderich (Meerbusch). Dieser Entwurf galt den Juroren als der am meisten ausgereifte. Den zweiten und dritten Platz teilten sich die Bildhauer Suberg aus Elleringhausen und Kirchner aus Münster. Das Mahnmal aus Diabas wurde am 9. November 1961 aufgebaut. Es steht auf einer Bodenplatte und hat eine Höhe von 2,60 m. Auf der Platte sind eine Inschrift („Die Toten mahnen“) und zwei versetzt angeordnete Kreuze eingemeißelt.